# Rochet-Schneider
Rochet-Schneider (рус. «Роше-Шнейдер») — французская автомобилестроительная компания, специализировавшаяся на выпуске легковых автомобилей под маркой Rochet-Schneider.

## История
История компании начинается в 1894 году, когда Эдуард Роше, занимавшийся до этого производством велосипедов вместе с отцом, совместно с Теофилем Шнейдером начал производство автомобилей. С 1895 по 1901 год предприятие произвело около 240 одноцилиндровых автомашин типа «Бенц». В 1903 году был обновлён дизайн автомобилей аналогично марки «Mercedes-Benz».
В 1901 году начался выпуск моделей 8 CV с двухцилиндровым двигателем и 12 CV с четырёхцилиндровым двигателем. В 1903 году компания выпустила на рынок модель 20/22 CV. В 1906 году была разработана модель 18 CV с рабочим объёмом двигателя 4 400 см3. В 1907 году был выпущен первый автомобиль с шестицилиндровым двигателем с общим объёмом 10 900 см3.
В 1911 году выпускались автомобили с четырёхцилиндровым двигателем с общим объёмом 4 800 см3 и с шестицилиндровым двигателем с общим объёмом 5 5000 см3. После Первой мировой войны выпускалась модель 18 CV, а также новые модели 18 CV и 20 CV. К 1923 году были обновлены дизайн автомобилей и вариации кузова.
В 1926 году автомобили компании приняли участие в 20-м Парижском автосалоне. «Rochet-Schneider» был представлен пятью моделями:
- Rochet-Schneider 12 CV — 4-цилиндровый двигатель с боковым клапаном, колесная база 3,030 мм (119 дюймов) по цене 42 000 франков;
- Rochet-Schneider 14 CV — 4-цилиндровый двигатель с боковым клапаном, колесная база 3,200 мм (130 дюймов) по цене 55 000 франков;
- Rochet-Schneider 18 CV — 4-цилиндровый двигатель с боковым клапаном, колесная база 3,400 мм (130 дюймов) по цене 50 000 франков;
- Rochet-Schneider 20 CV — 6-цилиндровый двигатель с боковым клапаном, колесная база 3,440 мм (135 дюймов) по цене 79 000 франков;
- Rochet-Schneider 30 CV — 6-цилиндровый двигатель с боковым клапаном, колесная база 3,570 мм (141 дюйм) по цене 67 000 франков.

С середины 20-х годов компания переквалифицируется на грузовые автомобили, хотя легковые автомобили ещё производились: на 25 Парижском автосалоне была представлена модель Rochet-Schneider 26 CV с шестицилиндровым двигателем и рабочим объёмом около 5 литров.
В 1931 году другая лионская автомобилестроительная компания «Berliet» выкупила все активы предприятия «Rochet-Schneider».
В 1932 году Rochet-Schneider была упразднена. К этому моменту предприятие решило перенаправить свои усилия на производство грузовиков и автобусов.